# Fausto Cercignani
Fausto Cercignani (n. 21 martie 1941, Cagliari, Regatul Italiei) este un savant italian, eseist și poet.

## Activitate
Fausto Cercignani a predat istoria limbii engleze, filologia germanică și literatura germană la universitățile Bergamo (1971-1974), Parma (1974-1975) Pisa (1975-1983) și Milano (1983-2011).
Domeniile principale de cercetare: pronunția englezilor în epoca de Shakespeare, limbile germanice, limba germană și literatura germană.

## Lucrări selectate

### Cercetări în studii de limba engleză
- Shakespeare's Works and Elizabethan Pronunciation, Oxford, University Press (Clarendon Press), 1981.[3]
- English Rhymes and Pronunciation in the Mid-Seventeenth Century, în "English Studies", 56/6, 1975, 513-518.[4]
- The Development of */k/ and */sk/ in Old English, în "Journal of English and Germanic Philology", 82/3, 1983, 313-323.[5]

### Cercetări în studii germanice
- The Consonants of German: Synchrony and Diachrony , Milano, Cisalpino, 1979.[6]
- The Development of the Gothic Short/Lax Subsystem, în "Zeitschrift für vergleichende Sprachforschung", 93/2, 1979, 272-278.[7]
- Early «Umlaut» Phenomena in the Germanic Languages, în "Language", 56/1, 1980, 126-136.[8]
- Zum Hochdeutschen Konsonantismus. Phonologische Analyse und phonologischer Wandel, în "Beiträge zur Geschichte der deutschen Sprache und Literatur", 105/1, 1983, 1-13.[9]
- The Elaboration of the Gothic Alphabet and Orthography, în "Indogermanische Forschungen", 93, 1988, 168-185.[10]
- Saggi linguistici e filologici. Germanico, gotico, inglese e tedesco, Alessandria, Edizioni dell'Orso, 1992.[11]

### Critică literară

#### Cărți
- F. Cercignani - M. Giordano Lokrantz, In Danimarca e oltre. Per il centenario di Jens Peter Jacobsen, Milano, 1987.[12]
- F. Cercignani, Existenz und Heldentum bei Christa Wolf. «Der geteilte Himmel» und «Kassandra», Würzburg, Königshausen & Neumann, 1988.[13]
- F. Cercignani, Studia trakliana. Georg Trakl 1887-1987, Milano, Cisalpino, 1989.[14]
- F. Cercignani, Studia büchneriana. Georg Büchner 1988, Milano, Cisalpino, 1990.[15]
- F. Cercignani, Studia schnitzleriana, Alessandria, Edizioni dell'Orso, 1991.[16]
- F. Cercignani, Novalis, Milano, CUEM, 2002.[17]

#### Eseuri
- In Danimarca e oltre, în F. Cercignani - M. Giordano Lokrantz, In Danimarca e oltre. Per il centenario di Jens Peter Jacobsen, Milano, Cisalpino-Goliardica, 1987, pp. 11-12.[18]
- Disperata speranza: la trama del «Niels Lyhne», în F. Cercignani - M. Giordano Lokrantz, In Danimarca e oltre. Per il centenario di Jens Peter Jacobsen, Milano, Cisalpino-Goliardica, 1987, pp. 95-128.[19]
- Dunkel, Grün und Paradies. Karl Krolows lyrische Anfänge in «Hochgelobtes gutes Leben», în "Germanisch-Romanische Monatsschrift", 36/1, 1986, 59-78.[20]
- Zwischen irdischem Nichts und machtlosem Himmel. Karl Krolows «Gedichte» 1948: Enttäuschung und Verwirrung, în "Literaturwissenschaftliches Jahrbuch", 27, 1986, 197-217.[21]
- E. T. A. Hoffmann, Italien und die romantische Auffassung der Musik, în S. M. Moraldo (ed.), Das Land der Sehnsucht. E. T. A. Hoffmann und Italien, Heidelberg, Winter, 2002, 191-201.[22]

## Poezie
Poeziile lui Fausto Cercignani sunt acum colectate într-un singur volum: Scritture. Poesie edite e inedite, Torino 2015.
Cercignani a experimentat chiar și auto-traducerea propriilor poezii.

## Povestiri scurte
- Five Women (e-book), 2013, Amazon/Kindle.

## Recunoașteri
Österreichisches Ehrenkreuz für Wissenschaft und Kunst I. klasse - Milano, 1996.